# Canton de Saramon
Le canton de Saramon est une ancienne division administrative française située dans le département du Gers et la région Midi-Pyrénées.

## Géographie
Ce canton était organisé autour de Saramon dans l'arrondissement d'Auch. Son altitude variait de 157 m (Aurimont) à 314 m (Moncorneil-Grazan) pour une altitude moyenne de 239 m.

## Communes
Le canton de Saramon comprenait seize communes et comptait 3 104 habitants (population municipale) au 1er janvier 2012.
| Nom                 | Code Insee | Intercommunalité               | Superficie (km2) | Population (dernière pop. légale) | Densité (hab./km2) |
| ------------------- | ---------- | ------------------------------ | ---------------- | --------------------------------- | ------------------ |
| Aurimont            | 32018      | CC des Coteaux Arrats Gimone   | 8,07             | 204 (2014)                        | 25                 |
| Bédéchan            | 32040      | CC des Coteaux Arrats Gimone   | 7,84             | 154 (2014)                        | 20                 |
| Boulaur             | 32061      | CC des Coteaux Arrats Gimone   | 9,03             | 162 (2014)                        | 18                 |
| Castelnau-Barbarens | 32076      | CA Grand Auch Cœur de Gascogne | 42,37            | 513 (2014)                        | 12                 |
| Faget-Abbatial      | 32130      | CC du Val de Gers              | 17,46            | 223 (2014)                        | 13                 |
| Lamaguère           | 32186      | CC du Val de Gers              | 6,49             | 78 (2014)                         | 12                 |
| Lartigue            | 32198      | CC des Coteaux Arrats Gimone   | 14,89            | 169 (2014)                        | 11                 |
| Moncorneil-Grazan   | 32266      | CC du Val de Gers              | 7,09             | 162 (2014)                        | 23                 |
| Monferran-Plavès    | 32267      | CC du Val de Gers              | 11,07            | 121 (2014)                        | 11                 |
| Pouy-Loubrin        | 32327      | CC du Val de Gers              | 9,64             | 94 (2014)                         | 9,8                |
| Saint-Martin-Gimois | 32392      | CC des Coteaux Arrats Gimone   | 6,68             | 89 (2014)                         | 13                 |
| Saramon             | 32412      | CC des Coteaux Arrats Gimone   | 13,03            | 803 (2014)                        | 62                 |
| Sémézies-Cachan     | 32428      | CC des Coteaux Arrats Gimone   | 6,95             | 66 (2014)                         | 9,5                |
| Tachoires           | 32438      | CC du Val de Gers              | 9,61             | 100 (2014)                        | 10                 |
| Tirent-Pontéjac     | 32447      | CC des Coteaux Arrats Gimone   | 7,55             | 79 (2014)                         | 10                 |
| Traversères         | 32454      | CC du Val de Gers              | 10,46            | 77 (2014)                         | 7,4                |

## Administration

### Conseillers généraux de 1833 à 2015
| Période                                  | Période           | Identité                                 | Étiquette                                             | Qualité |
| ---------------------------------------- | ----------------- | ---------------------------------------- | ----------------------------------------------------- | --- |
| 1833                                     | 1842              | M. Cabiran Lasalle                       |                                                       | Notaire à Castelnau                                                                                          |
| 1842                                     | 1864              | Ferdinand Cassassolles (1804-?)          | Bonapartiste                                          | Juge d'instruction et propriétaire à Auch                                                                    |
| 1864                                     | 1901              | Jules-Victor Peyrusse                    | Appel au Peuple (Bonapartiste) puis Union des Droites | Propriétaire - Maire de Traversères Député (1876-1878 et 1885-1893) Président du Conseil Général (1884-1885) |
| 1901                                     | 1914 (annulation) | Hyacinthe Alem                           | Républicain                                           | Propriétaire, ancien notaire Maire de Tirent-Pontéjac                                                        |
| 1914                                     | 1919              | siège vacant                             |                                                       | |
| 1919                                     | 1925              | Didier Matalène                          | Rad.                                                  | Médecin |
| 1925                                     | 1940              | Arnaud Denjoy (1884-1974)                | Rad.                                                  | Mathématicien Professeur à la Faculté des Sciences de Paris                                                  |
|                                          |                   |                                          |                                                       | |
| 1945                                     | 1949              | Albert Vignolles                         | SFIO                                                  | Agriculteur-propriétaire, maire de Tachoires                                                                 |
| 1949                                     | 1955              | Albert Tardieu                           | Rad.                                                  | Agriculteur propriétaire-exploitant Maire de Traversères                                                     |
| 1955                                     | 1971              | Simone de Calmels d'Artensac (1900-1972) | DVD                                                   | Maire de Castelnau-Barbarens                                                                                 |
| 1971                                     | 1985              | Jean Montastruc (1912-1995)              | PS                                                    | Maire de Saramon (1971-1983)                                                                                 |
| 1985                                     | 2004              | Jean-François Tolsau                     | RPR                                                   | Huissier puis assureur Conseiller municipal de Saramon Conseiller régional                                   |
| 2004                                     | 2015              | Jean-Pierre Salers                       | DVG puis PS                                           | Chef d'entreprise Maire de Saramon (2001-2020) Elu en 2015 dans le Canton d'Astarac-Gimone                   |
| Les données manquantes sont à compléter. |                   |                                          |                                                       | |

- Note :Résultats des élections cantonales 2004

### Conseillers d'arrondissement (de 1833 à 1940)
| Période                                  | Période | Identité                            | Étiquette | Qualité |
| ---------------------------------------- | ------- | ----------------------------------- | --------- | --- |
| 1833                                     | 1836    | M. Lagrange                         |           | Propriétaire, conseiller municipal et ancien maire de Tirent-Pontéjac                                       |
| 1836                                     | 1848    | Jacques Victor Peyrusse (1790-1867) |           | Maire de Traversères                                                                                        |
|                                          |         |                                     |           | |
| 1898                                     |         | Bernard Sarrat                      | Radical   | Négociant, adjoint au maire de Castelnau-Barbarens                                                          |
|                                          |         |                                     |           | |
| 1922                                     | 1940    | M. Malhomme                         | Radical   | |
| 1940                                     |         |                                     |           | Les conseils d'arrondissement ont été suspendus par la loi du 12 octobre 1940 et n'ont jamais été réactivés |
| Les données manquantes sont à compléter. |         |                                     |           | |

## Démographie
| 1962  | 1968  | 1975  | 1982  | 1990  | 1999  | 2006  | 2011  | 2012  |
| ----- | ----- | ----- | ----- | ----- | ----- | ----- | ----- | ----- |
| 3 392 | 3 089 | 2 730 | 2 737 | 2 571 | 2 621 | 2 852 | 3 110 | 3 104 |